# Weiler-la-Tour
Weiler-la-Tour (lb. Weiler zum Tuer, niem. Weiler zum Turm) − miejscowość i gmina (gemeng / commune / Gemeinde) w południowym Luksemburgu, w kantonie Luksemburg. Do 3 października 2015 gmina leżała w dystrykcie Luksemburg. Siedziba administracyjna gminy znajduje się w miejscowości Weiler-la-Tour. Liczy 2498 mieszkańców (1 stycznia 2023). 

## Podział administracyjny
Do gminy należy pięć miejscowości, w tym trzy (Uertschaft) oraz dwa lieu-dit:
1. Hassel (Haassel)
2. Syren (Siren)
3. Trudlermillen, lieu-dit
4. Weiler-la-Tour (Weiler zum Tuer / Weiler zum Turm)
5. Weiler-Station (Schlammestee), lieu-dit

## Zobacz też

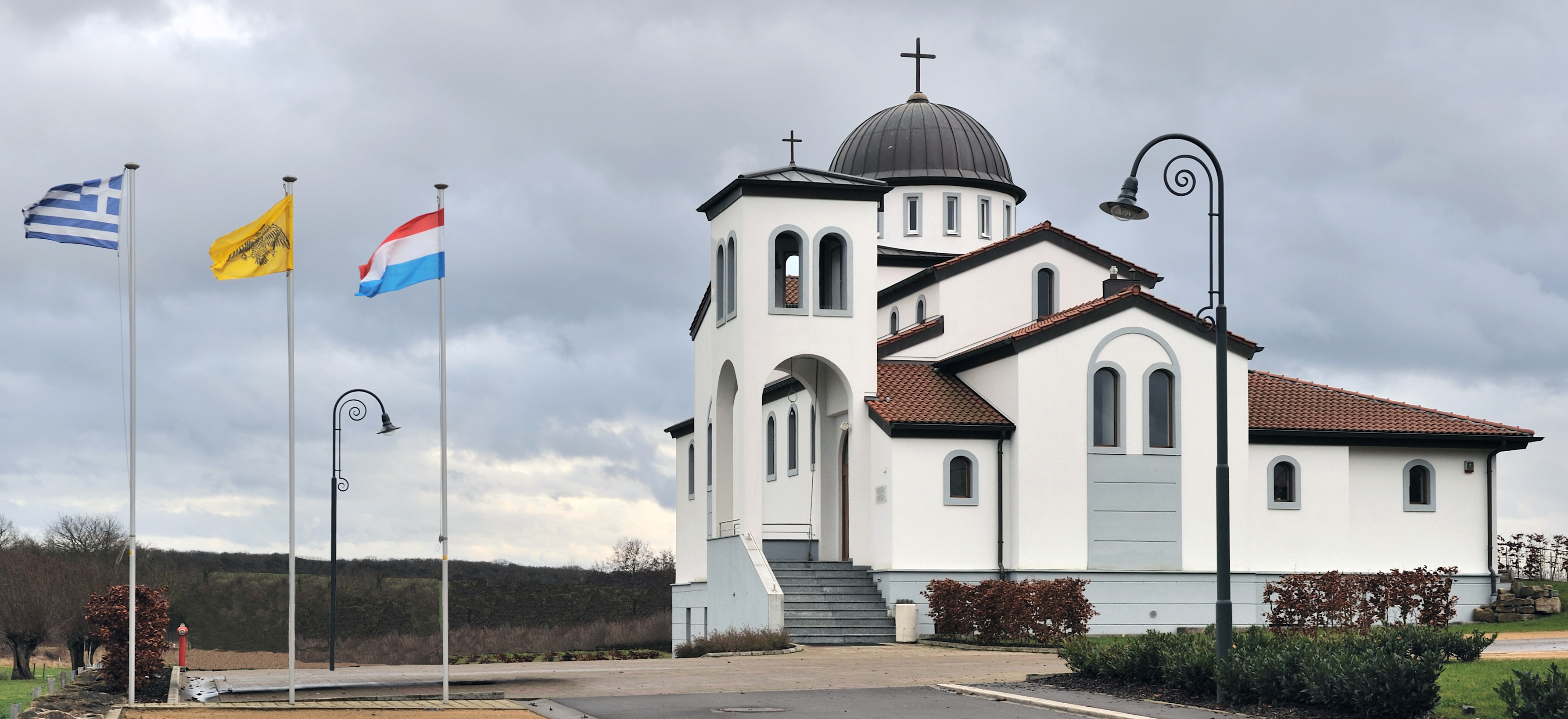
Cerkiew w Weiler-la-Tour

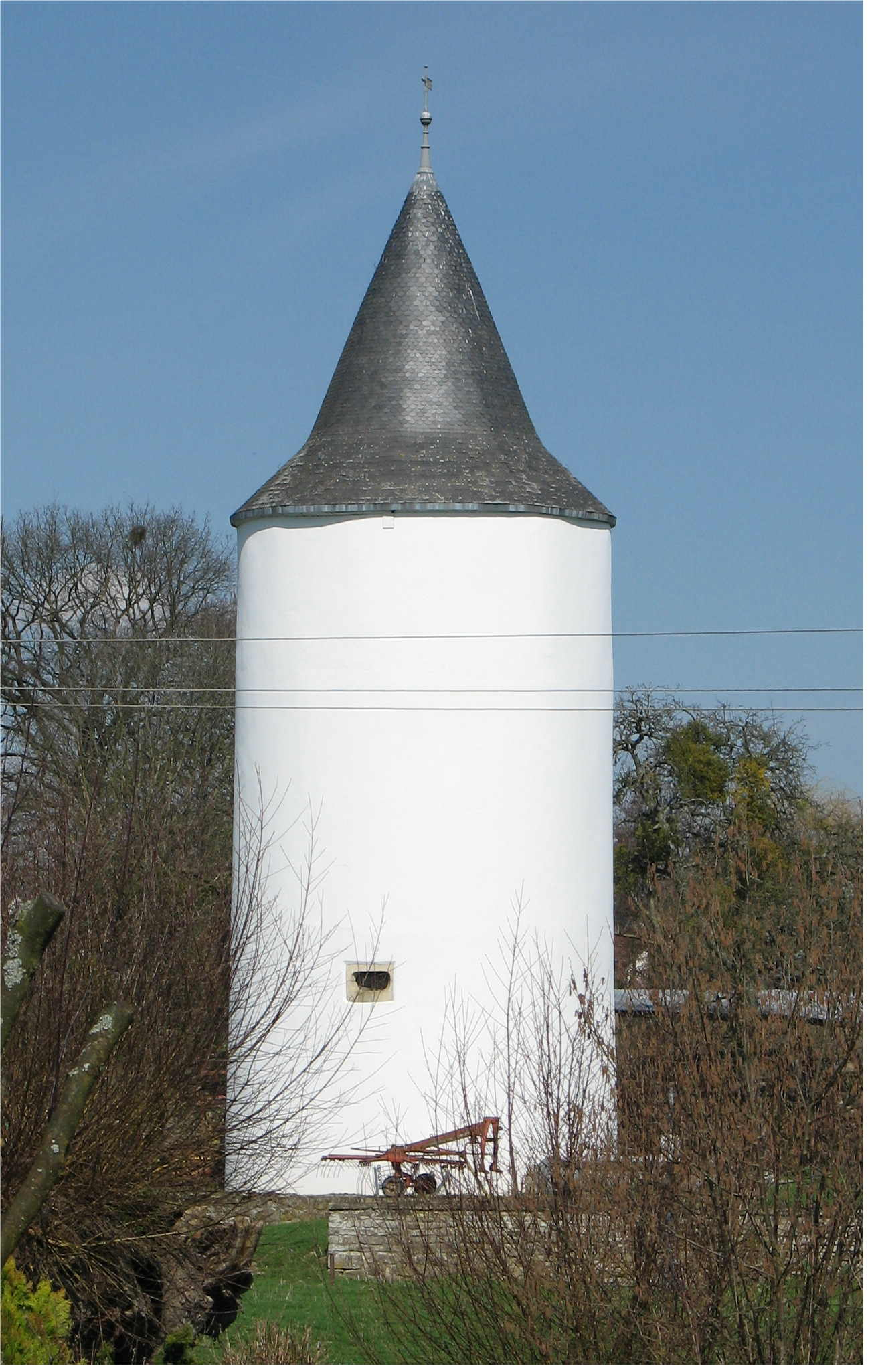
Wieża zamkowa